# Angonyx darlingtoni
Angonyx darlingtoni är en fjärilsart som beskrevs av Clark 1935. Angonyx darlingtoni ingår i släktet Angonyx och familjen svärmare. Inga underarter finns listade i Catalogue of Life.